# 渺生一页
《渺生一页》(中文直譯為：「一個撿廢鐵的人生活中的一章」) 是2013年波黑电影，导演为丹尼斯·塔诺维奇。本片获得第63屆柏林電影節评委会大奖和最佳男演员奖（Nazif Mujić）。
作为一部现实主义影片，为了真实效果而启用了非专业演员。本片代表波黑角逐第86届奥斯卡最佳外语片。

## 故事
讲述了在波士尼亞中部罗姆人聚集地一个贫困家庭的一段生活。全片採手持拍攝，並邀請當事人親身重現真人真事。Nazif的妻子突然腹痛如絞，後來發現是流產。由於沒有保險，手術費用要價980馬克。都說窮人沒有生病的權利，帶著兩個天真無邪的女兒，男人是否能順利籌得妻子的醫藥費？就算醫好了病，難道就此天下太平無事？生活的嚴酷試煉接踵而至，再多無奈也只能咬牙面對。

## 角色
- 納齊夫·穆吉奇 - 飾演自己
- Senada Alimanović - Senada
- Šemsa Mujić - Šemsa
- Sandra Mujić - Sandra